# Leschenaultia coquilletti
Leschenaultia coquilletti är en tvåvingeart som beskrevs av Toma och Guimaraes 2002. Leschenaultia coquilletti ingår i släktet Leschenaultia och familjen parasitflugor. Inga underarter finns listade i Catalogue of Life.